# سیارک ۲۳۱۷۸
سیارک ۲۳۱۷۸ (به انگلیسی: 23178 Ghaben، نامگذاری:2000KJ21) بیست و سه هزار و صد و هفتاد و هشتمین سیارک کشف شده‌است که در ۲۸ مه ۲۰۰۰ کشف شد.
قدر مطلق سیارک برابر ۸.۹ است.